# Bolesław Kordas
Bolesław Kordas (ur. 4 listopada 1933 w Krakowie, zm. 5 października 1981 tamże) – polski naukowiec, wykładowca Politechniki Krakowskiej, specjalista w dziedzinie hydrauliki i hydromechaniki.

## Życiorys
W 1956 ukończył studia na Wydziale Budownictwa Wodnego Politechniki Krakowskiej, doktoryzował się w 1961, habilitował w 1966. Tytuł profesora nadzwyczajnego otrzymał w 1974, zwyczajnego w 1981.
Kierował Zakładem Hydrauliki i Hydromechaniki (1963-1981), Instytutem Inżynierii i Gospodarki Wodnej  (1975-1981). W latach 1975–1981 rektor Politechniki Krakowskiej. Od 1979 członek korespondent Polskiej Akademii Nauk. Opracował projekt zagospodarowania rzeki Senegal w Afryce.
Należał do Związku Młodzieży Wiejskiej i Związku Młodzieży Polskiej. Od 1961 do 1962 pełnił funkcję I sekretarza Komitetu Uczelnianego PZPR na Politechnice Krakowskiej. W latach 70. był zastępca członka Komitetu Krakowskiego PZPR.
W 1977 odznaczony Krzyżem Kawalerskim Orderu Odrodzenia Polski. 

## Publikacje
- Wpływ zmian poziomu wody w rzece na stan wód gruntowych zalegających w jej sąsiedztwie (1966)
- Stan i perspektywy zabudowy hydrotechnicznej dorzecza Górnej Wisły (1980)